# Noisy-le-Grand
Noisy-le-Grand er en stor fransk provinsby. Den er beliggende i departementet Seine-Saint-Denis.